# 切羅基 (加利福尼亞州)
切羅基（英語：Cherokee）是位於美國加利福尼亞州比尤特縣的一個人口普查指定地區。

## 地理
切羅基的座標為39°38′47″N 121°32′18″W / 39.64639°N 121.53833°W，而該地最高點為海拔高度398米（即1306英尺）。

## 人口
根據2010年美國人口普查的數據，切羅基的面積為4.976平方千米，當中陸地面積為4.534平方千米，而水域面積為0.442平方千米。當地共有人口69人，而人口密度為每平方千米13人。